# Harald III (roi de Danemark)
Harald III, surnommé Hen, est né vers 1040 et mort le 17 avril 1080. Il est roi de Danemark de 1076 à sa mort.

## Biographie
Né vers 1040, Harald est l'un des fils illégitimes du roi Sven II Estridsen.Son surnom Hen signifie littéralement « pierre à aiguiser », autrement dit « le Doux ».
À la mort de son père, en 1076, il est élu roi par le Thing à Isøre, sur la côte nord de Seeland.
L'historiographie ecclésiastique le présente comme un dirigeant pacifique et capable, voire un législateur qui aurait cherché à améliorer la monnaie danoise. Les historiens médiévaux, en particulier Saxo Grammaticus, le dépeignent comme un monarque faible et inefficace, cédant face à la volonté du peuple et incapable de poursuivre l'œuvre paternelle alors que ses frères parcouraient la mer du Nord en vikings et envisageaient d'attaquer l'Angleterre. Les historiens modernes le considèrent pour les mêmes raisons plutôt comme un monarque « démocratique ».
Après sa mort de maladie, Harald est inhumé dans l'église de Dalby, en Scanie. Il ne laisse pas d'enfants de son mariage avec sa cousine Margareta Hasbjörnsdotter, et c'est donc son frère Knut qui lui succède.